# Ticket to the Moon
Ticket to the Moon è un singolo del gruppo musicale britannico Electric Light Orchestra, pubblicato nel 1981 ed estratto dall'album Time. Ne è stata fatta nel 2006 una cover, cantata da Giovanni Zarrella.

## Tracce
- 7" (Doppia A-Side)

1. Here Is the News
2. Ticket to the Moon

## Formazione
- Jeff Lynne - chitarra acustica, chitarra elettrica, voce, cori
- Bev Bevan - batteria
- Richard Tandy - piano, synth
- Kelly Groucutt - basso, cori